# Colobopterus
Colobopterus — подрод афодий. По некоторым источникам самостоятельный род

## Описание
Лобный шов с одним бугорком, по бокам которого иногда намечены слабые поперечные возвышения. У самок бугорок может отсутствовать.

## Систематика
В составе подрода:
- Aphodius brignolii Carfaneto, 1973
- Aphodius erraticus Linnaeus, 1758
- Aphodius indagator Mannerheim, 1849
- Aphodius notabilipennis Petrovitz, 1972
- Aphodius propraetor Baltrasar, 1932
- Aphodius quadratus Reiche, 1847